# Ulysses Colles
Gli Ulysses Colles sono una struttura geologica della superficie di Marte.